# Gryon hercules
Gryon hercules är en stekelart som beskrevs av Lubomir Masner 1979. Gryon hercules ingår i släktet Gryon och familjen Scelionidae. Inga underarter finns listade i Catalogue of Life.